# Louisa Smits
Pour les articles homonymes, voir Smits.
Louisa Smits née à Westmalle est une coureuse cycliste belge.

## Palmarès
- 1960
  - Deurne
- 1961
  - 3e du championnat de Belgique de vitesse
- 1962
  - 3e du championnat de Belgique de vitesse
- 1963
  - 2e du championnat de Belgique sur route
  - 2e du championnat de Belgique de vitesse
- 1964
  -  Championne de Belgique de vitesse
- 1965
  -  champion de Belgique sur route
  - Furnaux
  - Hanret
  - Pulle
  - Ambresin
  - Oostende
  - Binkom
  - Geel
  - GP Stad Roeselare
  - Kampenhout
  - Tihange
  - Avond van Zonnebeke
  - Châtelet
  - 3e du championnat de Belgique de vitesse
  - 8e du championnat du monde sur route
- 1966
  - Zelzate
  - Oosteeklo
  - Tournai
  - Sint-Margriete-Houtem
  - Herent
- 1967
  - 2e du championnat de Belgique sur route
  - 5e du championnat du monde sur route